# Belgická liga ledního hokeje 2009/2010
Sezóna 2009/2010 byla 88. sezonou  belgické ligy ledního hokeje. Vítězem ligy se stal tým HYC Herentals.

## Tabulka
| Poř | Tým                       | Z  | V  | VP | PP | P  | Skóre   | B  |
| --- | ------------------------- | -- | -- | -- | -- | -- | ------- | -- |
| 1.  | HYC Herentals             | 16 | 11 | 2  | 0  | 3  | 91 - 63 | 37 |
| 2.  | IHC Leuven                | 16 | 9  | 1  | 1  | 5  | 74 - 60 | 30 |
| 3.  | White Caps Turnhout       | 16 | 6  | 1  | 1  | 8  | 75 - 62 | 21 |
| 4.  | Phantoms Deurne           | 16 | 6  | 1  | 1  | 8  | 78 - 85 | 21 |
| 5.  | Olympia Heist op den Berg | 16 | 3  | 0  | 2  | 11 | 48 - 96 | 11 |